# Persecución de vehículos
Una persecución de vehículos es la persecución de una persona o grupo de personas a otra(s) mediante vehículos, generalmente entre la policía y delincuentes.
La policía debe estar preparada para perseguir a los delincuentes, que suelen escapar en automóviles o motocicletas luego de cometer delitos. Ambos bandos han desarrollado técnicas y objetos para despistar al enemigo y para detenerlo, como giros en U y bandas de clavos respectivamente.
Las persecuciones causan problemas de seguridad vial, dado que se suele circular a altas velocidades y casi siempre haciendo a un lado las reglas de tránsito (aunque hay curiosas ocasiones en las que el perseguido termina respetando casi todas las reglas, exceptuando límites de velocidad, especialmente si la persecución es en autopistas).

## Contexto
A cierto modo las persecuciones policiales son similares a las llamadas dogfight aéreas donde aviones de combate deben abatir al enemigo a cualquier costo, para ello un oficial de policía debe estar preparado para enfrentar cualquier tipo de vehículo de manera similar al piloto de avión de combate que debe abatir al enemigo(de manera similar el vehículo de policía debe estar similarmente adaptado a la alta velocidad pues en ocasiones el combate también significa una diferencia entre la vida y la muerte). Asimismo es un combate donde el policía equivale al piloto de un caza, y el enemigo puede ser igual al bando contrario a derribar, pues un oficial bien entrenado en tierra para operar vehículos policiales puede neutralizar y sostener un combate con cualquier tipo de vehículo donde las maniobras equiparables a las aéreas serían las Maniobras de empuje del contrario con la defensa del vehículo neutralizador contra el agresor, aquí cuando ya está en un rango cercano sin apoyo cercano un oficial de policía (civil o militar) dependerá de su habilidad para derrotar al rival de manera similar a un Piloto de un Avión de Combate contra otro en campo enemigo.
El oficial debe aprender maniobras evasivas y defensivas ideales para el manejo de alta velocidad, comparable como ya se mencionó antes, a las tácticas de combate aéreo, muchas veces los perseguidos y los persecutores son similares o superiores en habilidad tanto mecánica como de pericia para poder evadir al perseguidor o atrapar al criminal, para ello el coche de policía a usar debe ser un vehículo ligero de respuesta rápida y motor capaz de aguantar el esfuerzo que supone la misma persecución y también saber cómo encarar a un delincuente que puede tener desde una peor habilidad para su fácil inmovilización, como un experto piloto que tiene la misma habilidad de combate y agresión que un policía, en este caso aquí el policía equipara su entrenamiento a los pilotos de combate entrenados en las escuelas llamadas Top Gun.
A pesar de los avances tecnológicos (inmovilización por radiofrecuencia, cámaras de circuito cerrado, inmovilizadores desinfla neumáticos, atrapa llantas y demás), las habilidades de persecución y combate de cualquier oficial de la ley civil o militar son todavía importantes para inmovilizar, capturar con vida y en casos extremos privar de la vida a cualquier amenaza que enfrentan, ya que los delincuentes y los elementos en activo suponen desafíos el uno contra el otro, al mejorar su habilidad y pericia táctica para vencer el uno al otro. Por lo que debe combinarse fuerza, pericia, astucia y sobre todo resistencia para poder usar las facultades de su vehículo como arma para atrapar al delincuente.
Sin importar si el vehículo es potente o no, la pericia y la astucia pueden ser un factor determinante para el oficial o ejecutor de la ley que tenga por objetivo neutralizar a un criminal motorizado en si como se mencionó antes el oficial de policía al igual que un piloto de combate de un avión caza de superioridad aérea debe tener la misma pericia y habilidad tanto para recuperar al criminal como privarlo de la vida.

## Vehículos de persecución policial
Dependiendo la región y el país así como el continente, el agente de la ley puede tener una disposición de vehículos completamente variable siendo casi siempre versiones potentes de vehículos de serie aunque también pueden serlo con ciertas mejoras superiores a los autos de fábrica, pero por lo general deben cumplir algunas normas para su uso en persecución e inmovilización (por consiguiente algunas marcas automotrices ofrecen versiones de flotilla que pueden cumplir con ciertas directrices de durabilidad y alto kilometraje)
- Mejoras de motor para resistir altas revoluciones y presiones al límite constantes.
- Sistemas de enfriamiento y lubricación de uso intensivo (previendo más de 12 horas continuas de operación o altos     regímenes de giro de motor para una rápida aceleración)
- Suspensión y frenos de alta durabilidad y resistencia a un uso de alta demanda
- En algunos casos refuerzo de costados y frentes para maniobras de choque y saque de camino (Pullover o maniobra PIT)
- Transmisión manual o automática reforzada para soportar cambios rápidos y aceleraciones constantes sin     resultar afectadas.
- Blindaje contra balas o antitanque según sea el caso.

Entre otras mejoras que en algunos casos ciertos vehículos de flotilla pudiesen cumplir.

## En cine y televisión
Las persecuciones de vehículos son habituales en la ficción, en particular la televisión y el cine. En algunos casos, la trama se desarrolla alrededor de persecuciones de vehículos, en especial en el cine de acción.
Habitualmente, las persecuciones involucran accidentes y explosiones, lo que lleva a reemplazar lo actores por dobles. En los últimos años, muchas escenas son mejoradas mediante imágenes generadas por computadora, o incluso creadas desde cero. Estas permiten crear secuencias imposibles de recrear o filmar en la realidad, evitar riesgos para los conductores y reducir los costos de filmación.
Entre las películas con persecuciones de vehículos modernas se encuentran Bullit, que se desarrolla en las calles de San Francisco con los automóviles saltando en las calles empinadas; y The French Connection, que incorporaba calles con mucho tráfico de vehículos y peatones. Los programas de televisión Los Dukes de Hazzard, Knight Rider y Airwolf estaban fuertemente relacionados con persecuciones de vehículos.
Además de automóviles y motocicletas, estas escenas pueden involucrar otros vehículos, como camiones, autobuses, motonieves, trenes y carros de combate, además de vehículos no motorizados como bicicletas y monopatines. Además de persecuciones sobre tierra, también existen con lanchas y avionetas.

## En videojuegos
Varios videojuegos incluyen modos o partes de la historia en la que el jugador participa en persecuciones en vehículos. Entre ellos se encuentran Driver, Enter the Matrix y varias ediciones de las sagas Need for Speed y Grand Theft Auto.